# 黃濙
黃濙（15世紀—15世紀），字元浩，廣東潮州府潮陽縣人，明朝政治人物。

## 生平
黃濙的父親在他幼年時負責解送物資北上，在贛州去世未能歸葬，長大後母親告訴他此事，他驚懼得四次昏迷，自此他用心學習，不苟言笑，父親忌日總向西邊哭泣不進食，到景泰七年（1456年）成舉人，母親不久去世，他就徒步到贛州帶回父親骸骨和母親合葬；服闋後他在天順四年（1460年）中會試副榜，授沅州學正，調任萬州，遭貶官為漳州訓導，在任內去世，入祀鄉賢祠。

## 引用
1. 1 2  光緒《潮陽縣志·卷十七》：黃濙，字元浩，縣廓人，始濙父以解運北上客死於虔，貧不能歸葬，濙時幼不知也，稍長母告以故，濙聞之驚殞絶而復甦者數四，自是遂刻意儒業，居常不妄笑語，歲時薦奠輒西向泣下，竟日不食，其至性如此。景泰丙子舉鄉試，母尋殁，濙廼徒步走虔州，負父骨以歸合葬焉，服闋上春官，以乙榜授沅州學正，改萬州，後貶漳州訓導，竟卒於漳 廣東郭志 ，祀鄉賢。
2. ↑  順治《潮州府志·卷六·人物部》：〈黃訓導傳〉 黃濙，字元浩，潮陽人，濙幼時其父以部解北上，客死於虔，稍長母告以故，濙聞之不欲生，因刻苦學問，尋舉景泰丙子鄉試，母卒濙乃匍匐走虔州，負父骨歸合塟焉，歲時薦奠輒西向泣下，竟日不能食，其至性如此，後以乙榜授沅州學正，改萬州，貶漳州府訓導，卒於官。